# Nieciecz (sielsowiet Dubrowna)
Nieciecz (biał. Няцеч, Niaciecz; ros. Нетечь, Nietiecz) – wieś na Białorusi, w obwodzie grodzieńskim, w rejonie lidzkim, w sielsowiecie Dubrowna.

## Historia
W XIX i w początkach XX w. wieś i okolica szlachecka położone w Rosji, w guberni wileńskiej, w powiecie lidzkim, w gminie Lida.
W dwudziestoleciu międzywojennym kolonia i folwark leżące w Polsce, w województwie nowogródzkim, w powiecie lidzkim, w gminie Lida. W 1921 kolonia liczyła 277 mieszkańców, zamieszkałych w 48 budynkach, w tym 273 Polaków i 4 Białorusinów. 259 mieszkańców było wyznania rzymskokatolickiego i 18 prawosławnego. Folwark zaś liczył 20 mieszkańców, zamieszkałych w 2 budynkach, w tym 19 Polaków i 1 Białorusina. 17 mieszkańców było wyznania rzymskokatolickiego i 3 prawosławnego.
Po II wojnie światowej w granicach Związku Sowieckiego. W 1959 w części wsi położonej nad rzeką Niecieczą wybudowano osiedle robotnicze dla pracowników zakładu przetwórstwa torfu, któremu nadano nazwę Pierszamajski.
Od 1991 w niepodległej Białorusi.